# Del Rey Oaks (Kalifornija)
Del Rey Oaks je grad u američkoj saveznoj državi Kalifornija. Prema popisu stanovništva iz 2010. u njemu je živjelo 1,624 stanovnika.